# Saz

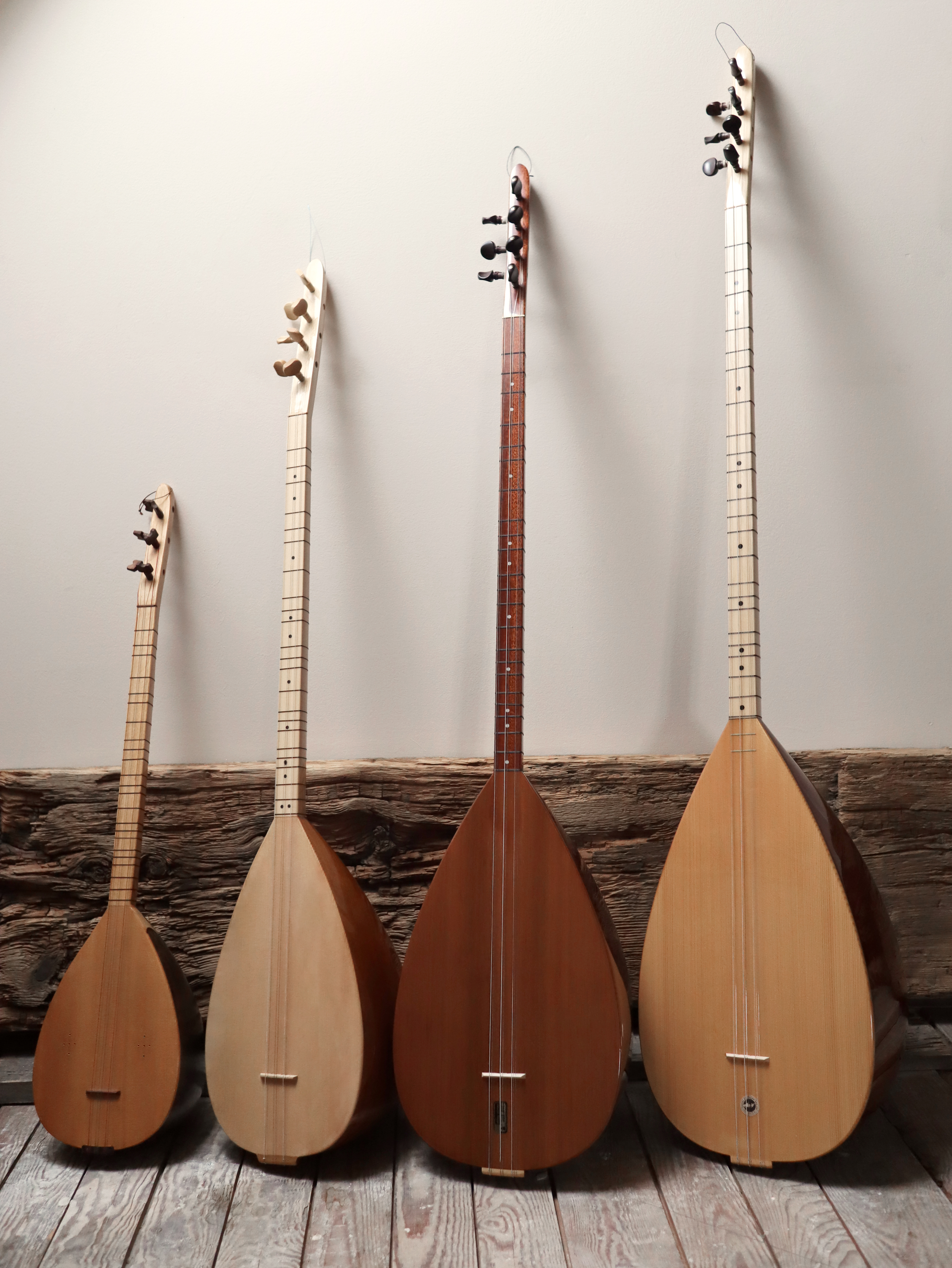
Nejběžnější typy sazu: cura, çöğür, bağlama a divan.

Saz (z Perštiny ساز, dosl. sada) je drnkací strunný nástroj (chordofon) tradiční nástroj turecké, kurdské, ázerbájdžánské a perské lidové hudby. Saz a jemu podobné nástroje daly základ pro vytvoření indického sitáru.

## Historie
Saz vznikl evolucí starých nástrojů střední Asie a preturkické Anatolie, jakými byl zejména komuz (někdy kopuz). Ten se od sazu zásadně lišil tím, že měl místo dřevěné rezonanční desky potah z kůže, pouze dvě až tři struny zhotovené ze zvířecího střívka případně koňských žíní a výrazně kratší krk. Hrálo se téměř výhradně prsty. Za mezičlánky mezi komuzem a sazem lze považovat kolča komuz sestavený v 15. století v Anatolii, který již používal kovové struny a měl delší krk a na něj navazující çöğür, sestavený poprvé ve městě Kütahya, u něhož byl kožený potah těla nahrazen dřevěnou rezonanční deskou, byl prodloužen krk a přidány pražce. Krom toho měl ale oproti dnešnímu sazu celkem dvanáct strun, po třech strunách ve čtyřech sborech. Nástroje příbuzné sazu se dnes používají v Íránu (setár, tánbur a šurangiz) jakož i v Řecku (buzuki). Také v turkických zemích střední Asie se hraje na podobné nástroje. V Uzbekistánu je to dótar, v Kazachstánu dombra. Podobné nástroje se dají najít až po Mongolsko.

## Popis

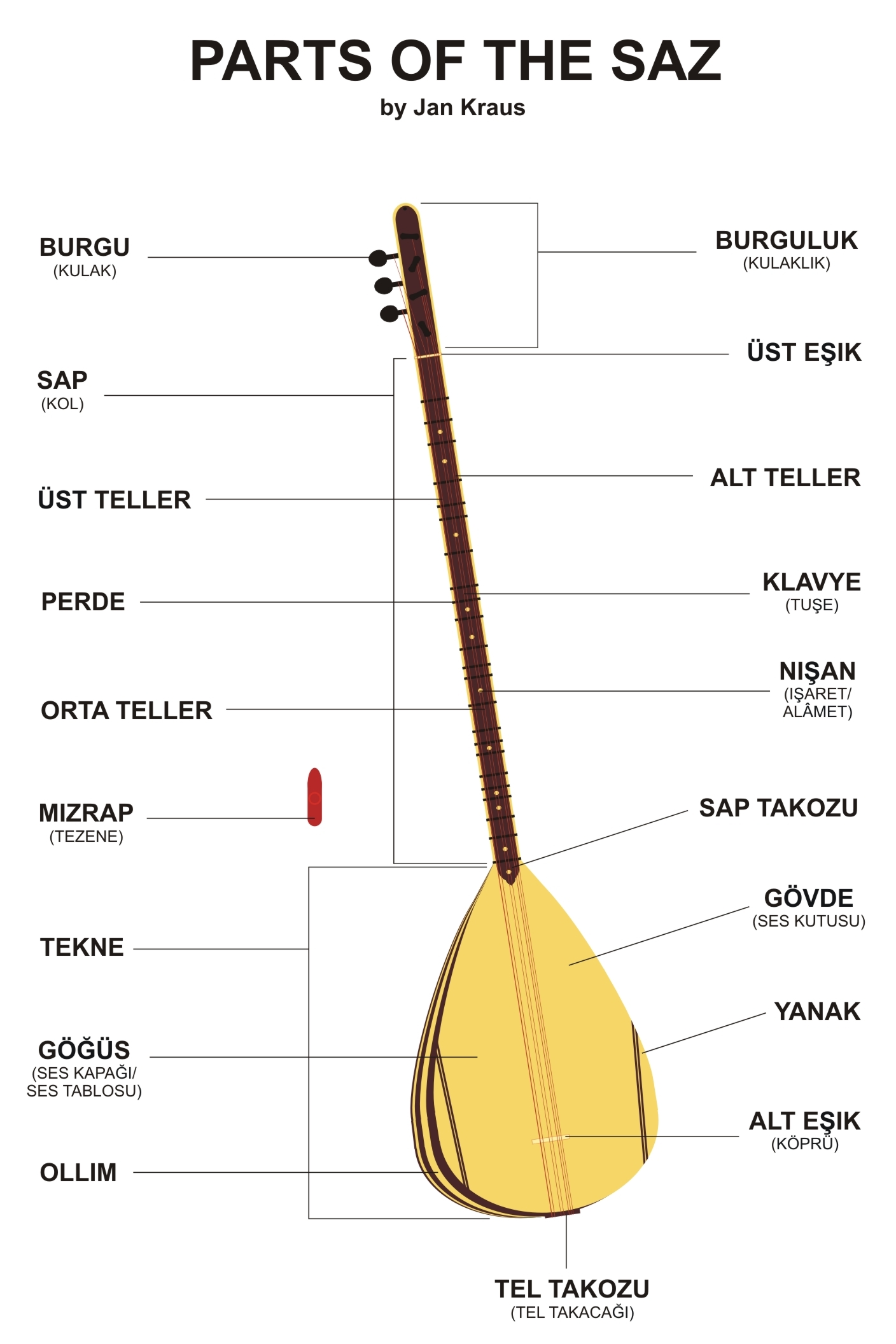
Bağlama saz - části

Saz má tělo loutny a dlouhý krk. Je opatřený třemi až devíti kovovými strunami (nejčastěji však šesti nebo sedmi). Z hlediska akustického patří saz mezi nástroje s doznívajícím tónem. Saz není na rozdíl např. od kytary akordický, ale drónový nástroj. Hraje totiž stálý akord, ke kterému se přidává melodie, hraná na spodním případně prostředním sboru strun. Bývá zhotovován z různých druhů dřeva v rozličných barvách a zdoben intarziemi tradičních ornamentálních motivů.
Rezonanční deska (kapak) je celistvá, bez otvoru (otvor jen vzácně u nejmenších cura sazů). Přejímá kobylkou chvění strun a zesiluje jejich zvuk, kterému dává zabarvení, sílu a určuje délku tónu. Rovněž je využívána pro úhozy rukou při hře. Vrchní deska musí být zhotovena z kvalitního dřeva hustých, pravidelných a rovných let, nejčastěji smrkového nebo modřínového, moderně též cedrového, vzácně i morušového jako u perských nástrojů.
Tělo (tekne) je tradičně buď dlabané - zejména z moruše, habru nebo ořechu (nástroje označované jako oyma saz), nebo u masově vyráběných kusů plátované (nástroje označované jako yaprak saz), tzn. slepované z pásků zvaných. Tyto pásky se vyrábí z morušového, ořechového, bukového, javorového, jilmového nebo velmi oblíbeného a ceněného jalovcového dřeva. V zadní části korpusu, pod uchycením strun, je ozvučný otvor. Tento otvor mívá někdy přídavnou klapku s možností uzavírání. V posledních letech (od r. 2010) se začíná objevovat i druhá klapka na horní (resp. levé) straně těla směrem ke hráči. Klapky umožňují snadnou a poměrně značně efektivní regulaci výšek a basů výsledného zvuku. 
Krk (sap/kol), který je u kvalitních nástrojů z jednoho kusu habrového, bukového, javorového nebo mahagonového dřeva je opatřen posuvnými pražci zvanými perde, tvořenými černým nebo bílým silonovým vláknem. Nástroj se tak dá přiladit podle potřeb hudebníka. I u velmi kvalitního sazu je někdy potřebné posunout vázané pražce do správné polohy. Na standardním uzun sap (dlouhokrkém) sazu je 23 pražců (perde), na kisa sap sazu (krátkokrkém) 16 až 19 pražců. Kromě čtvrttónů bývají na některých kusech (zejména basovější divan saz) navázány i další mikrointervaly, čímž počet pražců ještě roste. Někdy jsou přidány i pražce v podobě tenkých tyčinek či plátků ze dřeva či kovu na rezonanční desku pro umožnění přesné hry dalších vyšších tónů.
Ladící kolíky (burgu) jsou kónické a poloha při napínání drží třením a pákou způsobenou tahem struny, stejně jak tomu bývá u jiných tradičních strunných nástrojů. Dnes již převažují tvary podobné kolíkům západním, původně mívaly hlavičku obdélnou (dodnes k vidění na Azerském sazu), podobně jako perský setár nebo tánbur. Vyrábějí se buď z habru nebo buku, pro kvalitnější nástroje z palisandru nebo ebenu. Dostupné jsou dnes již i speciálně pro sazy vyráběné kolíky zpřevodované, a to v několika velikostech a barevných provedeních.
Kobylka (alt esik, kepri) je položena na vrchní desce a drží jen tlakem strun. Dřevo, ze kterého je zhotovena má vliv na kvalitu zvuku, většinou je z kvalitního javoru. Někdy je třeba s kobylkou kousek posunout nahoru nebo dolů namísto přesouvání všech pražců pro přesné doladění nástroje.

## Ladění
Nejjednodušší je ADA, AEA. Turci většinou saz ladí GDA. Při hře pak používají palec levé ruky. FisDA ladění je „durové“ ladění, tedy do akordu Ddur. Je vhodné pro tóninu Ddur, ale velmi vhodné i pro tóninu Hidžaz, tedy „D tóninu paralelní k Gmoll harmonické mollové tónině. FDA mollové ladění se dá využít pro mollové tóniny a pro frygickou tóninu. Tóniny se nazývají düzen:
- Jméno tóniny (spodní, střední, horní) sbor
- Bağlama düzeni (La, Sol, Re) (A, G, D)
- Bozuk düzen, kara düzen (Sol, Re, La) (G, D, A)
- Misket düzeni (Fa#, Re, La) (F#, D, A)
- Fa müstezat düzeni (Fa, Re, La) (F, D, A)
- Abdal düzeni (La, La, Sol) (A, A, G)
- Zurna düzeni (Re, Re, La) (D, D, A)
- Do müstezat düzeni (Sol, Do, La) (G, C, A)

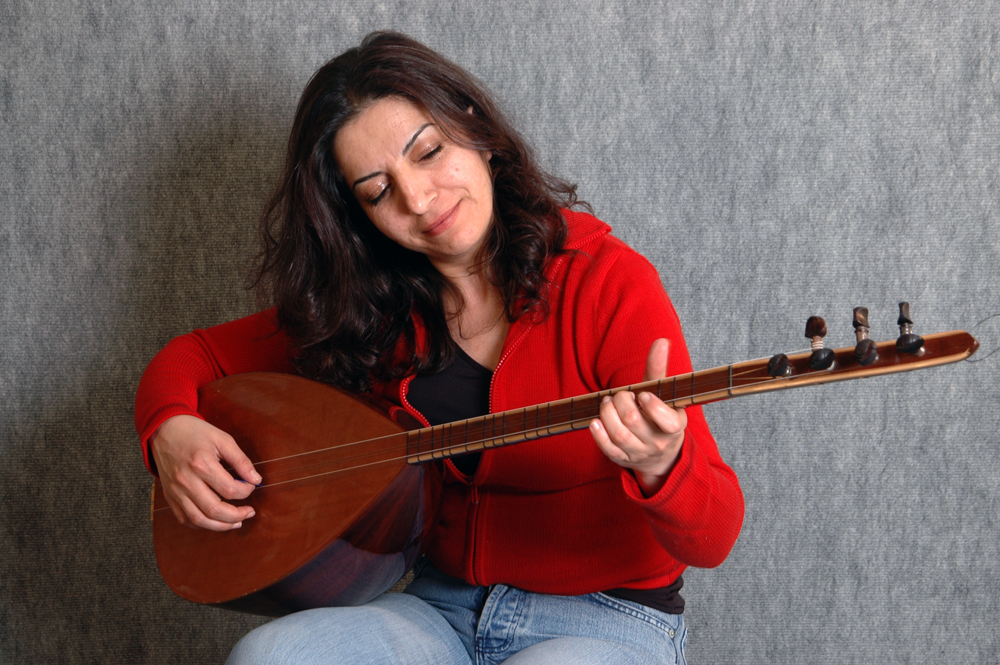
Hra na saz

## Technika hry
Hráč při hře sedí často na zemi nebo na židli. Struny jsou rozechvívány drnkáním prsty (technika zvaná selpe), nebo plektrem (tezene/mizrap), tradičně vyráběným z třešňové kůry, dnes ponejvíce z plastu. Hmatník umožňuje získávat další tóny zkracováním chvějné délky struny přitlačením struny na pražec. Díky posuvným pražcům umožňuje saz hru čtvrttónů a dalších mikrotonálních intervalů. Krom sazů s pražci se navíc vyrábí i sazy bezpražcové, zvané perdesiz saz, které jsou náročnější co do zvládnutí hry. Celistvá rezonanční deska je také využívána pro rytmické úhozy rukou.

## Běžné nástroje rodiny sazu
Seřazeno podle vzrůstající velikosti a klesající frekvence nástroje
(nejčastější typy vyznačeny tučným písmem)
- cura - nejmenší, většinou šest strun, délka 80 až 90 cm, varianty 19 a 23 pražců
- çöğür saz - velikost někdy označovaná jako dětská, s menším tělem, délka 100 až 110 cm
- dede saz, též zvaný balta saz - tělo s kýlem, vždy dlabané, tradičně 3 struny (někdy však i 4 až 7)
- kisa sap bağlama - dnes nejčastější, odvozen od klasikého uzun sap sazu v 70. letech, 16 až 19 pražců, délka 100 až 110 cm
- uzun sap bağlama - klasický typ sazu, z produkce dnes sotva třetina, 23 a více pražců, délka 110 až 120 cm
- aşik sazı - používán dnes zejména v Ázerbájdžánu, zpravidla 9 strun, bez povrchové úpravy, délka 110 až 130 cm
- divan saz - velký saz, s basovějším zvukem, rezonanční deska kolem 45 cm, celková délka 130 až 140 cm
- meydan saz - větší divan, rezonanční deska přes 50 cm, celková délka přes 150 cm
- bas saz - rozličný počet strun, nejčastěji 3 až 5, délka většinou odpovídá kisa či uzun sap sazu

## Významní hráči

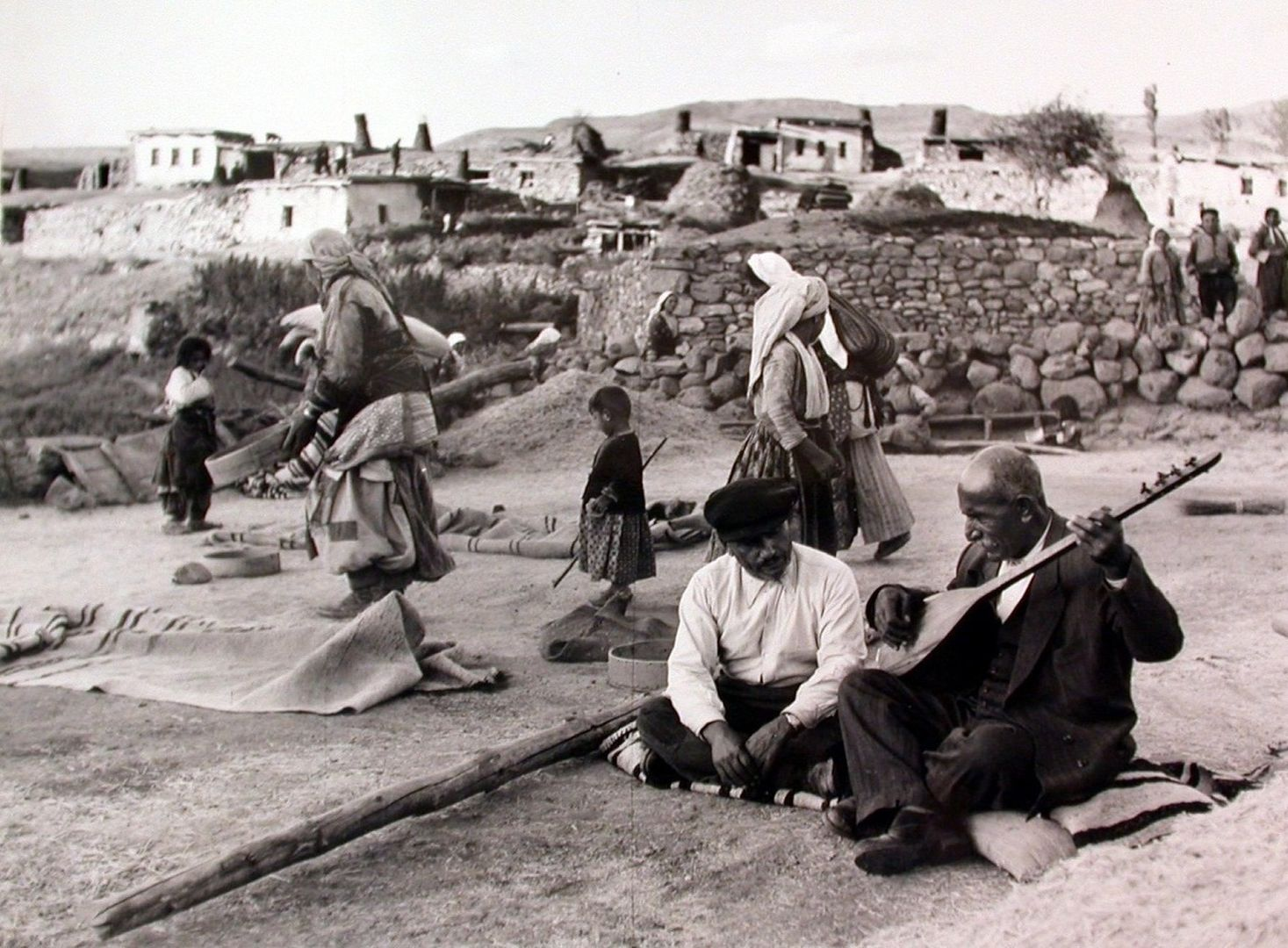
Aşık Veysel

Aşik Veysel, Neşet Ertaş, Arif Sağ, Erdal Erzincan, Muhlis Berberoğlu, Hasan Genc, Orhan Gencebay, Hasret Gültekin, Ahmet Koç, Erol Parlak, Ciwan Haco, Ashig Alasgar, Parisa Arsalani, Nevzat Eser 